# Arenigobius leftwichi
Arenigobius leftwichi és una espècie de peix de la família dels gòbids i de l'ordre dels perciformes.

## Hàbitat
És un peix marí, de clima subtropical i demersal.

## Distribució geogràfica
Es troba a Austràlia i Nova Caledònia.

## Observacions
És inofensiu per als humans.